# Онанов, Герман Георгиевич
Герман Георгиевич Онанов (род. 24 апреля 1934, Тбилиси) — российский учёный в области авиастроения, лауреат Государственной премии СССР (1976).

## Биография
Родился 24 апреля 1934 года в Тбилиси.
Окончил мужскую среднюю школу (1952, с золотой медалью) и 1-й факультет МАИ по специальности инженер-механик по самолетостроению (1958). Работал на предприятии п/я 1327 (Тушинский машиностроительный завод), где до этого проходил преддипломную практику. В 1959 году поступил в аспирантуру на кафедру 106 МАИ к профессору И. Ф. Образцову. Окончив ее, вернулся на завод в бригаду прочности.
В 1964 году защитил кандидатскую диссертацию на тему «Расчет оболочек типа крыла методом В. З. Власова», которая была опубликована отдельным выпуском в трудах ЦАГИ (вып. 865).
В 1965 году перешёл на работу в МАИ, где занимал должности ассистента (1965—1966), старшего преподавателя (1966—1972) и доцента. Читал курсы «Строительная механика летательных аппаратов», «Теория упругости», «Устойчивость деформируемых систем». В 1975 году утверждён в учёном звании доцента.
В 1973 году в соавторстве с И. Ф. Образцовым выпустил монографию «Строительная механика скошенных тонкостенных систем» (издательство «Машиностроение», 660 с.). В 1976 году её авторы стали лауреатами Государственной премии СССР, а в 1980 году — награждены Серебряной медалью ВДНХ.
Область научных интересов — теория упругости, строительная механика, устойчивость деформируемых систем, механика дискретно-континуальных систем, применение аппарата обобщенных функций в механике деформируемого твердого тела.
Сочинения:
- Расчет оболочек типа крыла методом В. З. Власова : диссертация ... кандидата технических наук : 05.00.00. - Москва, 1963. - 158 с. : ил.
- Строительная механика скошенных тонкостенных систем [Текст] / И. Ф. Образцов, Г. Г. Онанов. - Москва : Машиностроение, 1973. - 659 с. : черт.; 25 см.
- Г. Г. Онанов, “Уравнения с сингулярными коэффициентами типа дельта-функции и ее производных”, Докл. АН СССР, 191:5 (1970),  997–1000
- Дифференциальные уравнения с отклоняющимися аргументами в стационарных задачах механики деформируемого тела / Г.Г. Онанов, A. Л. Скубачевский // Прикладная механика, 1985. — Т. 15, № 5. С. 39-47.

Последняя публикация датирована 2017 годом.